# Salling

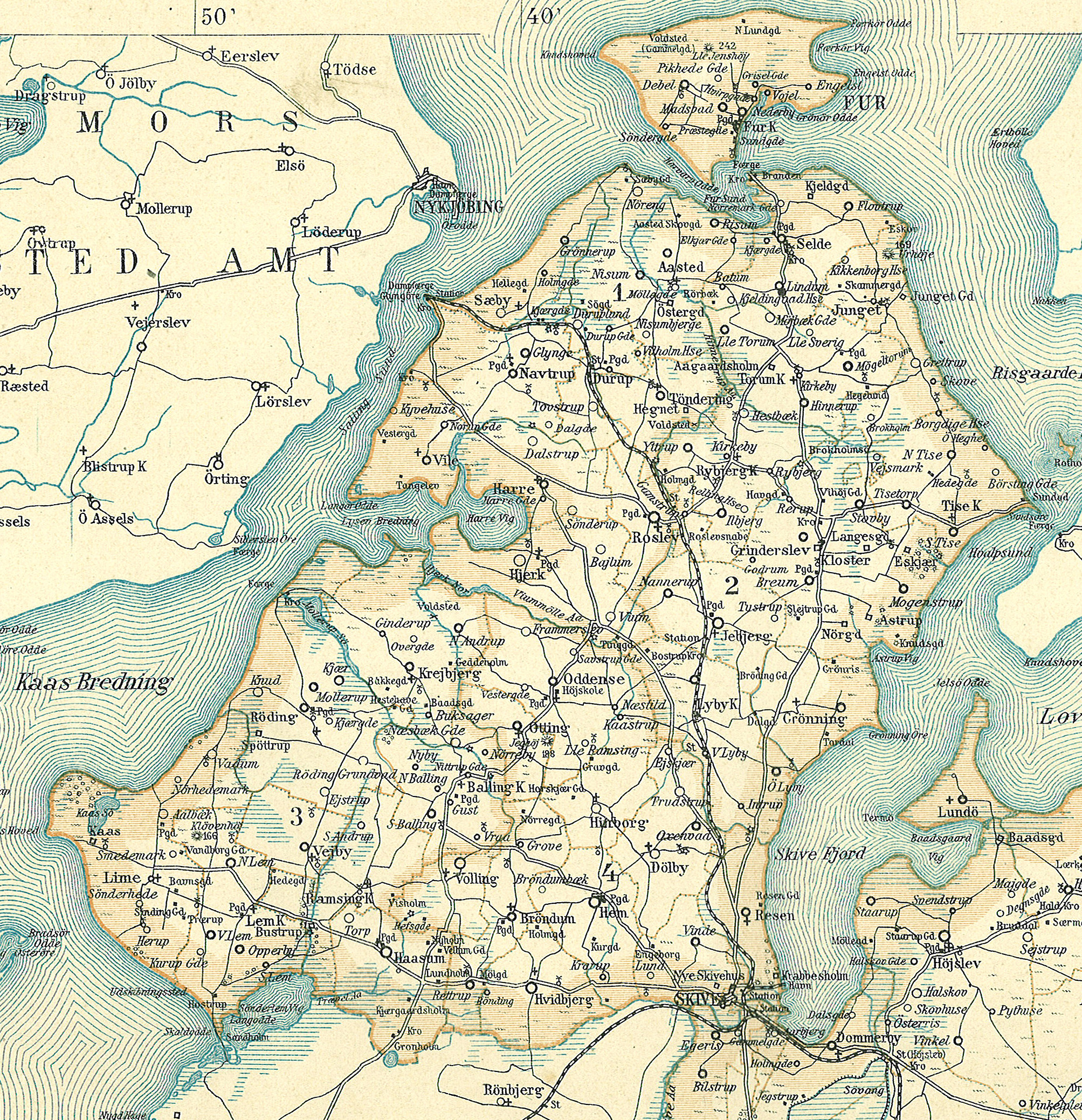
Mapa półwyspu Salling oraz położonej na północ wyspy Fur

Salling – półwysep w Danii, położony w północno-zachodniej części większego, Półwyspu Jutlandzkiego. Największym miastem na półwyspie jest Skive, liczące ok. 20 tys. mieszkańców. Półwysep Salling połączony jest mostem z wyspą Morsø. Pod względem administracyjnym półwysep położony jest w gminie Skive.